# اللاجئون اليهود الهاربون من أوروبا المحتلة في المملكة المتحدة

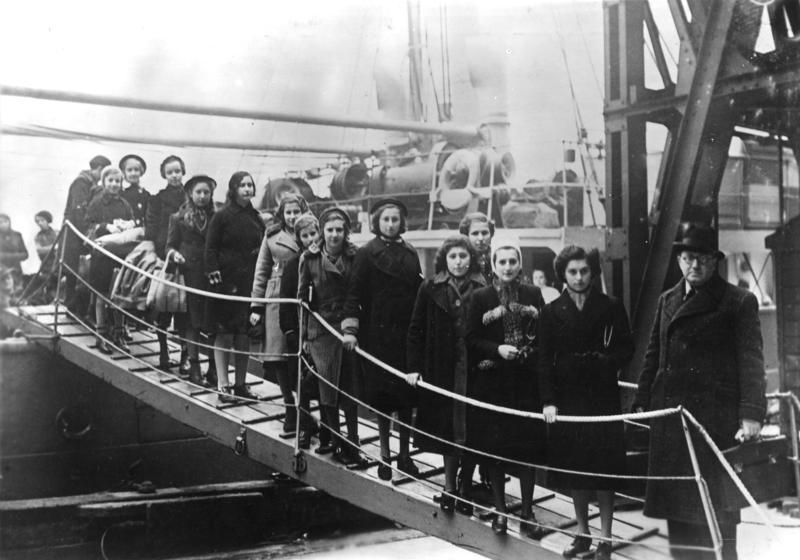

بعدما وصل أدولف هتلر إلى السلطة عام 1993 وشرّع سياسات أفضت إلى الهولوكوست، بدأ اليهود الهرب من مناطق أوروبا التي احتلتها ألمانيا، وكانت المملكة المتحدة إحدى وجهات اليهود. وصل بعض اليهود إلى بريطانيا عبر تأشيرة مرور، ما يعني أنهم بقوا في بريطانيا لفترة مؤقتة، بينما كانوا ينتظرون القبول من دولة أخرى. دخل آخرون البلاد بعدما حصلوا على عملٍ أو عبر كفيل، أو عبر ما عُرف بنقل الأطفال. كان في بريطانيا نحو 70 ألف لاجئ يهودي قُبلوا في البلاد بحلول الحرب العالمية الأولى (1 سبتمبر 1939)، بالإضافة إلى 10 آلاف شخص إضافي وصلوا بريطانيا خلال الحرب.

## خلفية
وصل هتلر إلى السلطة في ألمانيا عام 1933، وكان في ألمانيا حينها 523 ألف يهودي ألماني، أو ما يعادل 1% من سكان البلاد. كان هؤلاء اليهود عرضة للتهديدات والملاحقة، فبدؤوا الهجرة منذ تلك الفترة حتى بداية الحرب العالمية الثانية. غادر النمسا أكثر من 117 ألف يهودي، بينما غادر ألمانيا أكثر من 300 ألف بحلول نهاية العام 1939. كان معظم هؤلاء ممن تلقوا تدريبًا في إحدى المجالات أو درسوا في الجامعات. كان المهاجرون يافعين بشكل عام. كانت أبرز العوامل الرئيسة المساهمة في قرار هجرة اليهود من عدمه هو إما امتلاك أعمال تجارية خضعت للمقاطعة برعاية نازية، أو كون المهاجرين من العاملين سابقًا في الخدمة المدنية ثم فقدوا أعمالهم، وكذلك درجة نشاطهم السياسي.
في البداية، شجعت ألمانيا هجرة اليهود ومغادرة البلاد، ثم قيّدت كمية الأموال التي بإمكانهم استخراجها من البنوك الألمانية، وفرضت عليهم ضرائب هجرة مرتفعة. منعت الحكومة الألمانية الهجرة بعد شهر أكتوبر عام 1941. كان معظم اليهود الألمان الباقين، والذين يُقدر عددهم بنحو 163 ألف في ألمانيا وأقل من 57 ألف في النمسا التي أُلحقت بألمانيا، من الشيوخ الذين قُتلوا في أحيائهم أو اعتقلوا ونُقلوا إلى معسكرات الاعتقال الألمانية، حيث قُتل أغلبهم هناك. في البداية، كان بإمكان اليهود مغادرة ألمانيا بسهولة، لكن كان من الصعب العثور على بلدان بإمكانهم العيش فيها، خاصة بعدما قُبلت الموجة الأولى من المهاجرين في أوروبا وبريطانيا والولايات المتحدة.

## سياسة الهجرة
أقرت بريطانيا قانون الأجانب عام 1905 بصفته وسيلة للسيطرة على الهجرة، فقيّد القانون هجرة الفقراء واليهود من أوروبا الشرقية. كان قبول الأجانب في انحدار ثابت، ويعود السبب جزئيًا إلى اختيار اليهود دولًا أخرى، كالولايات المتحدة مثلًا. بالإضافة لذلك، كان للقانون تأثير رادع للمهاجرين المستقبليين. سمح قانون تقييد الأجانب عام 1914 إجراء عمليات الترحيل، وكانت شروط الهجرة فيه أكثر تشددًا.
كانت قوانين الهجرة عام 1919 أشد حزمًا في بريطانيا، ولم تعترف أثناء معالجة طلبات الهجرة بالظروف التي يرغب الأشخاص وفقها بالهجرة إلى بريطانيا، ولم تفرّق بينها أيضًا. أدى ذلك إلى هروب آلاف اللاجئين من أوروبا بعدما استولى هتلر على السلطة، فقبلوا في بريطانيا باعتبارها ملاذًا آمنًا، لكن لفترة مؤقتة. على سبيل المثال، وصل آلاف الرجال إلى بريطانيا حاملين تأشيرة عبور، واستقروا هناك بينما سعوا إلى الحصول على قبولٍ من دولٍ أخرى. إذا اتضح أن الشخص طالب الدخول هو زائر، تُحدد فترة إقامتهم عمومًا بشهر واحد.
بحلول العام 1937، وتزامنًا مع تزايد معدلات الأشخاص الساعين إلى الهجرة نحو بريطانيا، أقرّت الحكومة البريطانية معاييرًا أكثر تشددًا تجاه من يتم قبولهم. إحدى تلك المعايير مثلًا هو امتلاك اللاجئ 50 جنيه إسترليني (يعادل 3250 دولار أمريكي بأموال العام 2019) مودعًا في مصارف ما وراء البحار، لكن في ألمانيا، كان امتلاك عملة أجنبية مخالفًا للقانون. كان بالإمكان التخلي عن هذا الشرط بناءً على مهنة الفرد أو تعليمه.
التقى أوتو شيف، رئيس لجنة اللاجئين اليهود المنشأة حديثًا، وليونارد مونتيفيور ونيفيل لاسكي، رئيس مجلس مندوبي اليهود البريطانيين، مع مسؤولين من الحكومة البريطانية في أبريل عام 1933 ليطوروا خطة تسمح لبريطانيا باستقبال اللاجئين. قال المجتمع اليهودي أنه سيوفر العون للاجئين اليهود، وبالتالي سيوفر المسكن والتعليم والتدريب على العمل والأموال لآلاف الأشخاص بحلول نهاية عام 1939، وبذلك يزيل كافة الأعباء المالية التي كانت ستتحملها الحكومة لدعم القادمين الجدد.
ضيّقت الحكومة عدد المهاجرين في عامي 1938 و1939. على سبيل المثال، وبعدما أُلحقت النمسا بألمانيا النازية (عملية آنشلوس، 12 مارس 1938)، قيّدت الحكومة البريطانية عدد اليهود النمساويين الذين قد يدخلون بريطانيا عبر تأشيرات الدخول المضبوطة بشدة.
أدرك العالم الحاجة إلى خطة لإدارة أعداد المهاجرين الضخمة من أوروبا النازية، فالتقت 32 دولة في فرنسا خلال مؤتمر إيفيان (شهر يوليو 1938)، لكن أغلب الدول لم تقبل التساهل في قيود الهجرة وقبول المزيد من اللاجئين.
خففت بريطانيا سياستها تجاه المهاجرين بعد 9 نوفمبر عام 1938، حينما وقعت أحداث ليلة البلور ضد اليهود، على الرغم من أن الأعداد بقيت محدودة. في تلك الليلة، تعرضت مصالح ومنازل اليهود في ألمانيا والنمسا إلى عمليات تخريب خلال مظاهرات، ما أدى إلى تحطم زجاج النوافذ وتأذي المحال التجارية وإحراق الكنس اليهودية، واعتُقل الكثير من اليهود ووضعوا في معسكرات الاعتقال، بينما قُتل ما لا يقل عن 31 يهودي. بحلول سبتمبر عام 1939، قُبل 70 ألف لاجئ يهودي (أكثر من 80 ألف وفقًا لمصدر آخر) في بريطانيا. استوطن معظم هؤلاء في شمال غرب لندن.
كان هناك أكثر من 500 ألف ملفّ ليهود لم يحصلوا على القبول، وفقًا لمؤسسات يهودية بريطانية. قالت لويز لندن، مؤلفة وايتهول واليهود، 1933–1948، أن «إجراءات الهجرة البريطانية... صُممت لتبقي أعدادًا ضخمة من يهود أوروبا خارج البلاد – ربما أكثر بـ10 مرات من اليهود الذين سُمح لهم بالدخول».
عندما أُعلن عن قيام الحرب العالمية الثانية (1 سبتمبر 1939)، لم تسمح بريطانيا بهجرة اليهود من الدول الخاضعة لسيطرة النازيين. لم ينتج عن مؤتمر برمودا الذي اجتمع فيه الحلفاء خلال شهر أبريل عام 1943 أي خططٌ لإدارة أزمة اللاجئين، بعدما تبيّن أن النظام النازي ينوي إبادة كافة اليهود في أوروبا (عُرفت تلك الخطة بـالحل الأخير). استطاع 10 آلاف لاجئ يهودي «إيجاد طريقة للدخول إلى بريطانيا» طوال أعوام الحرب (1939–1948).
لم تسمح بريطانيا بهجرة اليهود إلى فلسطين، والتي كانت خاضعة لسلطة الانتداب البريطاني في تلك الفترة. على الرغم من ذلك، تمكن بعض اليهود من الهجرة إلى فلسطين بشكل غير شرعي (عليا بت).

## وسائل الهجرة

### الكفلاء
أوجدت الحكومة مخططًا يسمح للكفيل بشراء كفالة مقابل 50 جنيه إسترليني تضمن ألا يكون المكفول عبئًا ماديًا على الحكومة البريطانية. لجأ المجتمع اليهودي إلى هذه الوسيلة كي يساعد اليهود الهاربين، واستطاع الكويكرز (جمعية الأصدقاء الدينية) إنقاذ نحو 6 آلاف يهودي من خلال الكفالات.

### الدعم الذاتي
لم يحتج المهاجر إلى كفيل إن كان باستطاعته إعالة نفسه، وذلك إما لكونه ثريًا أو إذا استطاع ترتيب إجراءات الحصول على عمل. وُجدت بعض أصناف العمل التي عانت حينها من نقص في اليد العاملة، كالتمريض وخدمة المنزل ورؤساء الخدم.